# 4539 Miyagino
4539 Miyagino (1988 VU1) là một tiểu hành tinh vành đai chính được phát hiện ngày 8 tháng 11 năm 1988 bởi M. Koishikawa ở Ayashi.